# Gmina Shezë
Gmina Shezë (alb. Komuna Shezë) – gmina miejska położona w środkowej części Albanii. Administracyjnie należy do okręgu Peqin w obwodzie Elbasan. W 2011 roku populacja gminy wynosiła 3177 osób w tym 1597 kobiety oraz 1580 mężczyzn, z czego Albańczycy stanowili 87,34% mieszkańców. 
W skład gminy wchodzi siedem miejscowości: Algjinaj, Grykshi i Vogël, Karthneka, Pekishti, Sheza e Madhe, Sheza e Vogël, Trashi.